# Ettenheim
Ettenheim – miasto w Niemczech, w kraju związkowym Badenia-Wirtembergia, w rejencji Fryburg, w regionie Südlicher Oberrhein, w powiecie Ortenau, siedziba wspólnoty administracyjnej Ettenheim. Leży w Schwarzwaldzie, ok. 25 km południe od Offenburga, przy autostradzie A5 i drodze krajowej B3.

## Geografia

### Położenie geograficzne
Ettenheim leży na przejściu z równiny Renu do Schwarzwaldu i jest najbardziej wysuniętym na południe miastem w części powiatu Ortenau, która należy do równiny Renu. Fryburg Bryzgowijski leży około 35 km na południe, Offenburg około 30 km na północ, francuski Strasburg około 45 km na północ. Przez miasto przepływa Ettenbach – dopływ Elz (prawobrzeżny dopływ Renu) o długości ponad osiemnastu kilometrów i ciek wodny III rzędu.
Około 8 km na zachód od Ettenheim, w Rust znajduje się Europa-Park, największy park rozrywki w Niemczech.

### Gminy sąsiadujące
Na północy Ettenheim graniczy z Kippenheim, na północnym zachodzie leży miasto Mahlberg. Na zachód od Ettenheim leży Kappel-Grafenhausen. Na południe od Ettenheim znajdują się gminy Ringsheim i Herbolzheim (powiat Emmendingen) a na wschód Schuttertal.

### Organizacja miasta
Do Ettenheim należą dawniej samodzielne gminy Altdorf, Ettenheimmünster, Münchweier i Wallburg. Miasto Ettenheim w granicach z 1970 roku obejmuje miasto Ettenheim, wieś Ettenheimweiler, gospodarstwa rolne Fuchsmühle, Holzmühle i Riedmühle oraz tereny mieszkalne Am Zollhaus, An der Landstraße, Mittelmühle i Sägmühle. Dawna gmina Ettenheimmünster obejmuje wioskę St. Landelin, wioski Hintertal, Sägerreute i Untertal, Zinken Dörlinbachergrund, Lautenbach, Löhle i Schweighausenergrund oraz gospodarstwo Bürkenberg (Schneiderhof). Tylko miejscowości o tej samej nazwie należą do dawnych gmin Münchweier, Wallburg i Altdorf. W okręgu Ettenheim znajdowały się dawne wsie Gisenburg i Heidenkeller. W okręgu Münchweier znajdowała się dawna wieś Burbach.

### Klimat
Ettenheim leży w strefie o ciepłym i wilgotnym klimacie morskim. Klimat charakteryzuje się większymi opadami z powodu bliskości Schwarzwaldu. Jest to jednak prawie "wilgotny klimat podzwrotnikowy", ponieważ średnie temperatury w lipcu i sierpniu wynoszą nieco poniżej 22 °C, a region Górnego Renu wytwarza klimat podzwrotnikowy w miesiącach letnich.

## Historia

### Do XVIII wieku
Teren wokół Ettenheim został wcześnie zasiedlony. W trakcie zagospodarowywania nowego obszaru zagospodarowywania znaleziono dwa groby ze szkieletami, których przedmioty grobowe wskazują na pochodzenie z kultury pucharów dzwonowatych, czyli z okresu od 2500 do 2000 r. p.n.e. Wcześniej dokonano już znalezisk z okresu celtyckiego (1000 do 600 p.n.e.)
Pierwsza udokumentowana wzmianka o Ettenheim pochodzi z księgi bractwa klasztoru St. Gallen z lat 810-900. Za założycieli Ettenheim uważa się alzackiego księcia Ettiko II, który zmarł w 712 roku, lub jego syna Eddo, ważnego biskupa strasburskiego, który odbudował klasztor Ettenheimmünster. Do 1803 roku Ettenheim był oficjalnym miastem biskupów strasburskich. Wiele świadectw architektonicznych pochodzi z tego czasu.
Od średniowiecza Ettenheim należał do Hochstift Straßburg (księstwo-biskupstwo). W XII wieku Ettenheim otrzymało prawo do organizowania targów. W latach 1302/1304 miasto targowe uzyskało prawa miejskie z rąk biskupa Fryderyka I ze Strasburga i króla Albrechta. XV wiek był dla Ettenheim gospodarczym rozkwitem. Właściciel kościoła w Ettenheim był najbogatszy w kapitule w Lahr/Ettenheim. Szpital w dzisiejszym centrum miasta został założony w 1452 roku przez fundację. Służył jako dom dobroczyńców i szpital oraz wspierał ubogich, bezdomnych i dzieci w wieku szkolnym. Stary budynek został rozebrany w 1781 roku, a następnie odbudowany w 1786 roku. XVI wiek przyniósł burzliwe czasy dla mieszkańców Ettenheim.
Zachowany do dziś barokowy krajobraz miasta Ettenheim jest wynikiem prawie 150 lat działalności budowlanej, która rozpoczęła się wkrótce po zakończeniu wojny trzydziestoletniej, a zakończyła wraz z ukończeniem kościoła parafialnego w 1772 roku i jego poświęceniem w 1782 roku. Kompleks miejski został całkowicie zniszczony podczas tej wojny. 5 września 1637 r. książę saksońsko-weimarski Bernhard, który walczył po stronie szwedzkiej i w służbie Francji przeciwko wojskom cesarskim pod dowództwem generała Johanna von Wertha, kazał spalić średniowieczne miasto. Oprócz kilku domów zachował się jedynie średniowieczny plan miasta, na którym stopniowo przeprowadzano barokową rekonstrukcję. Nowy właściciel, kardynał Ettenheim, Louis René Edouard de Rohan-Guéméné (1734-1803), od 1777 wielki francuski almoserier, był zamieszany w "aferę naszyjnikową". W 1786 r. został jednak przywrócony do służby, a w 1789 r. został uroczyście przyjęty w Ettenheim. Do śmierci w 1803 roku mieszkał w zamku Ettenheim i został pochowany w chórze barokowego kościoła parafialnego św. Bartłomieja w Ettenheim. Trzynaście burzliwych lat jego wygnania w Ettenheim ukształtowało obraz miasta, znanego odtąd jako "Rohanstadt".

### Od XIX do XXI wieku
Wraz z sekularyzacją spowodowaną główną uchwałą władz Rzeszy, w 1803 r. miasto weszło w skład elektoratu Badenii.
Niewiele ponad rok po śmierci kardynała mały Ettenheim na krótko znalazł się w centrum uwagi szerokiej publiczności politycznej. Ostatnia nadzieja wyznawców monarchii we Francji,książę Enghien, potomek Bourbonów, zamieszkiwał Ettenheim. Został porwany z rozkazu Napoleona w nocy z 15 marca 1804 r., co było rażącym naruszeniem suwerenności ówczesnego stanu Badenii, a wkrótce potem został rozstrzelany w Paryżu po pokazowym procesie. To naruszenie prawa międzynarodowego wywołało ogólnoeuropejskie oburzenie.
W 1806 r. elektorat Badenii został wówczas podniesiony do rangi Wielkiego Księstwa Badenii. Późniejsza reforma administracyjna w 1809 r. sprawiła, że miasto stało się siedzibą urzędu powiatowego o tej samej nazwie, który w 1924 r. został włączony do urzędu powiatowego Lahr, Z tego też powodu w 1939 roku utworzono okręg Lahr. Przez jego rozwiązanie Ettenheim stało się częścią nowo powstałego Ortenaukreis w 1973 roku.
W czasach narodowego socjalizmu, synagoga przy Alleestraße została zniszczona podczas pogromu listopadowego w 1938 roku. Od 1969 r. przypomina o tym tablica pamiątkowa w ratuszu.
W czerwcu 2005 r. Ettenheim obchodziło swoje 700. urodziny jako miasto na prawach miejskich.

#### Włączenia
1 lipca 1971 r.: Wallburg
1 grudnia 1971 r.: Münchweier i Ettenheimmünster
1 stycznia 1975 r.: Altdorf

## Wspólnoty wyznaniowe
Od 1592 roku przez krótki czas (do ok. 1604 roku) reformacja zdobyła w Ettenheim przewagę, dzięki czemu miasto stało się tymczasowo protestanckie. Ponieważ jednak kontrreformacja zdołała ostatecznie uzyskać lokalną pozycję, miasto nadal jest w przeważającej mierze katolickie. Obok pięciu zgromadzeń katolickich, w mieście znajduje się obecnie także regionalne zgromadzenie protestanckie i ewangelicko – wolnomularskie zgromadzenie baptystów.

### Kościoły i kaplice

#### Rzymskokatolicka Parafia Ettenheim
- St. Bartholomäus Ettenheim
- St. Marien Ettenheimweiler
- St. Arbogast Wallburg
- Heilig Kreuz Münchweier
- St. Landelin Ettenheimmünster
- St. Nikolaus Altdorf

##### Kahlenbergkapelle[3]
Mówi się, że kaplica „Bolesnej Matki Bożej na Kahlenbergu”, która jest klimatycznie położona pod starymi lipami, została zbudowana około 1650/60 po wojnie trzydziestoletniej przezwielbiciela Maryi z Ettenheim z własnych środków w celu uczczenia ślubu. Benedyktyn z klasztoru Ettenheimmünster zainaugurował go i uczcił pierwszą ofiarę. Na mapie z widokiem z lotu ptaka na powiat Ettenheim z 1670 roku po raz pierwszy udokumentowano kaplicę na "Kallenberck".
Kaplica, która była kilkakrotnie rozbudowywana, początkowo obejmowała tylko obecny obszar ołtarza aż do kraty. W 1954 roku po raz ostatni dodano ganek z łukami koszowymi.
Kaplica Kahlenberg miała duże znaczenie zwłaszcza w XVIII wieku i była odwiedzana w piątki " z powodu gorączki" przez wielu wiernych. Podczas Wielkiego Tygodnia Wspólnota Ettenheim udała się na pielgrzymkę Drogą Krzyżową w górę Kahlenberggasse do "Calvarienberg": Stacje podarował Hansjörg Blank w 1731 roku (zachowały się trzy z nich).
Kardynał Louis de Rohan  bardzo mocno promował kult Matki z Kahlenberga. Podczas jego wygnania w Ettenheim, a zwłaszcza w czasie wojny, osiągnęło ono swój szczyt. Kaplica została konsekrowana dwukrotnie przez wikariuszy generalnych starej diecezji strasburskiej: 20 listopada 1793 r. Przez Abbé Weinborn i 15 grudnia 1793 r. przez Abbé d'Eymar. Na Kahlenbergu odbywały się comiesięczne procesje, a w każdy poniedziałek odprawiana była tam msza święta.
W późniejszych czasach kaplica służyła do odprawiania mszy świętej w święto św. Marka i w tygodniu modlitwy, w którym trwała procesja na Kahlenberg. W 1890 roku Karl Dees i jego żona Maria Anna Vögele podarowali wokół kaplicy pięć stacji drogi krzyżowej, które niestety musiały zostać usunięte po II wojnie światowej ze względu na duże zniszczenia. Od lat z Ettenheim i Ettenheimweiler w Dniu Wniebowstąpienia prowadzi procesja na Kahlenberg, gdzie wspólnie odprawiana jest msza święta.
Ostatni remont kaplicy odbył się w 1996 r., kiedy to restaurator A. Panowsky, Gernsbach, odrestaurował Pietę i dodał nowy barokowy cokół, aby postać mogła być umieszczona nieco wyżej.

#### Ewangelicka Parafia

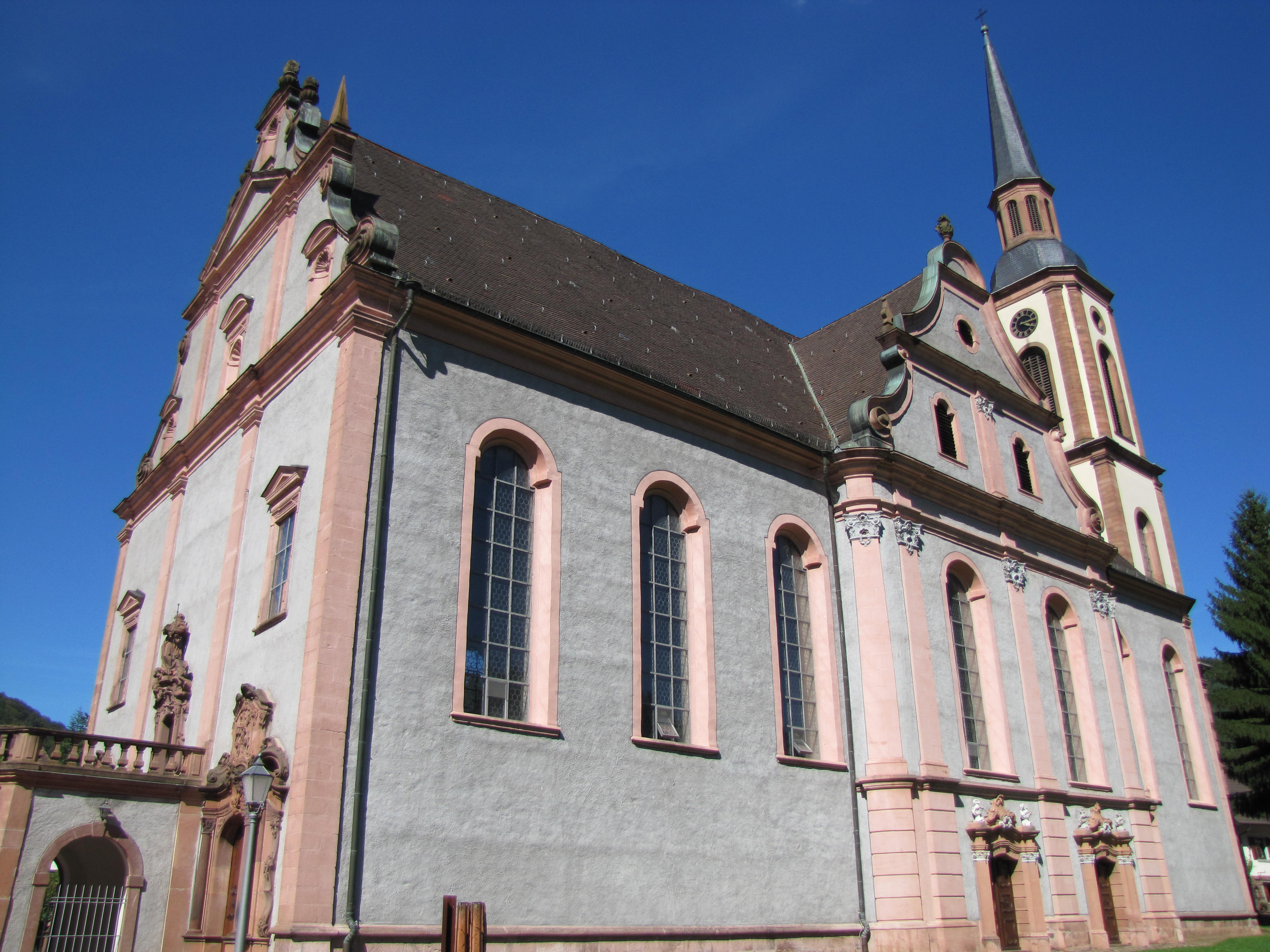
Wallfahrtskirche St. Landelin

- Christuskirche Ettenheim

### Droga św. Jakuba
Ettenheim stanowi przystanek na Drodze św. Jakuba – najsłynniejszym hiszpańskim szlaku pielgrzymkowym.
Od 2008 roku Ettenheim jest częścią Badeńskiej Drogi Jakubowej. Południowa część tej trasy rozpoczyna się w Schutterwald i prowadzi pielgrzymów przez Lahr, Ettenheim, Weisweil, Kaiserstuhl do Breisach. Ettenheim może być punktem wyjścia, jak również przystankiem na wędrówce po słynnej trasie pielgrzymkowej.
Kościół parafialny św. Bartłomieja w barokowym centrum miasta Ettenheim jest od wieków częścią drogi św. Jakuba. Muszla jako znak Drogi św. Jakuba dała nazwę Muschelgasse w Ettenheim. Również w kościele parafialnym przedstawienie św. Jakuba po prawej stronie ołtarza odnosi się do trasy pielgrzymki.

#### Trasa pielgrzymki
Jeśli rozpocznie się pielgrzymkę od miasta rodu Rohan, należy rozpocząć od kościoła św. Bartłomieja, a następnie kierować się w stronę drogi B3, którą należy przejść kierując się na Apostollsee, a następnie na wiadukt nad autostradą A5 i kierować się drogą Ettenheim-Kappel, Po wejściu do Grafenhausen należy dalej iść aż do Friedrichstraße, które styka się z Kirchstrasse.  Tutaj ścieżka pielgrzymkowa z Ettenheim spotyka się z Badeńską Drogą Jakubową z Schutterwaldu.

## Kultura i sztuka

### Budowle

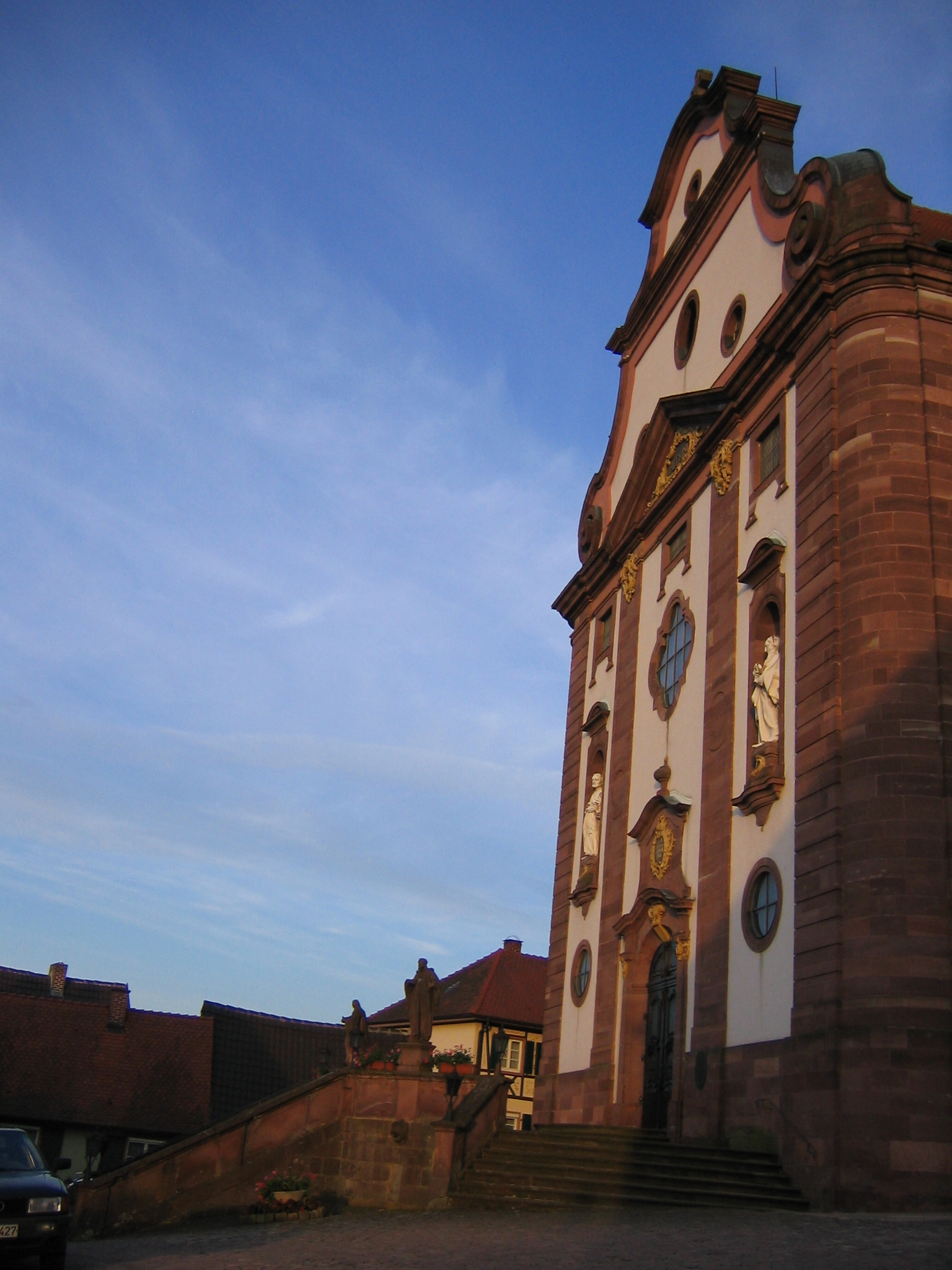
Kościół św. Błażeja

Ettenheim jest miastem barokowym z historycznym centrum. Kościół parafialny św. Bartłomieja został zbudowany za czasów Franciszka Józefa Salzmanna i posiada organy Johanna Ferdinanda Balthasara Stieffella. Oprócz centrum miejscowości warto zobaczyć również gospodę Adler w Altdorfie, kościół w tej samej dzielnicy oraz kościół w Ettenheimmünster, także dzieło mistrza budownictwa barokowego Franza Josepha Salzmanna, poświęcone św. Landelinowi z Ettenheimmünster.
Także Münchweier ma godne uwagi centrum miasta. Ze względu na korzystną topografię, kościół parafialny św. Krzyża, typowy dla klasycyzmu w Badenii, wznosi się ku górze.Jego malownicze, nieskazitelne fasady zostały zaprojektowane przez architekta Hansa Vossa przede wszystkim z myślą o monumentalnym efekcie jasno zdefiniowanych struktur – w Münchweier stanowią one również urokliwy kontrast z otaczającymi je budynkami z muru pruskiego. Architektura kościoła, zbudowanego w latach 1828–1829, odpowiada klasycystycznemu kanonowi form znanego nauczyciela Voßa, Friedricha Weinbrennera.

### Muzea
W sklepionych piwnicach dawnego oficjalnego więzienia mieści się obecnie muzeum miejskie.

### Farma wiatrowa z wieżą obserwacyjną
Na wysokim na 485 m Schindlenbühl na wschód od miejscowości znajduje się regionalna farma wiatrowa Ettenheim z wieżą obserwacyjną o wysokości 29 m, do której można dojechać ścieżką "Windpark-Rundweg".Trasa rozpoczyna się na parkingu turystycznym "Brudergartenhütte" pomiędzy dzielnicami Münchweier i Wallburg.

### Ogród książęcy

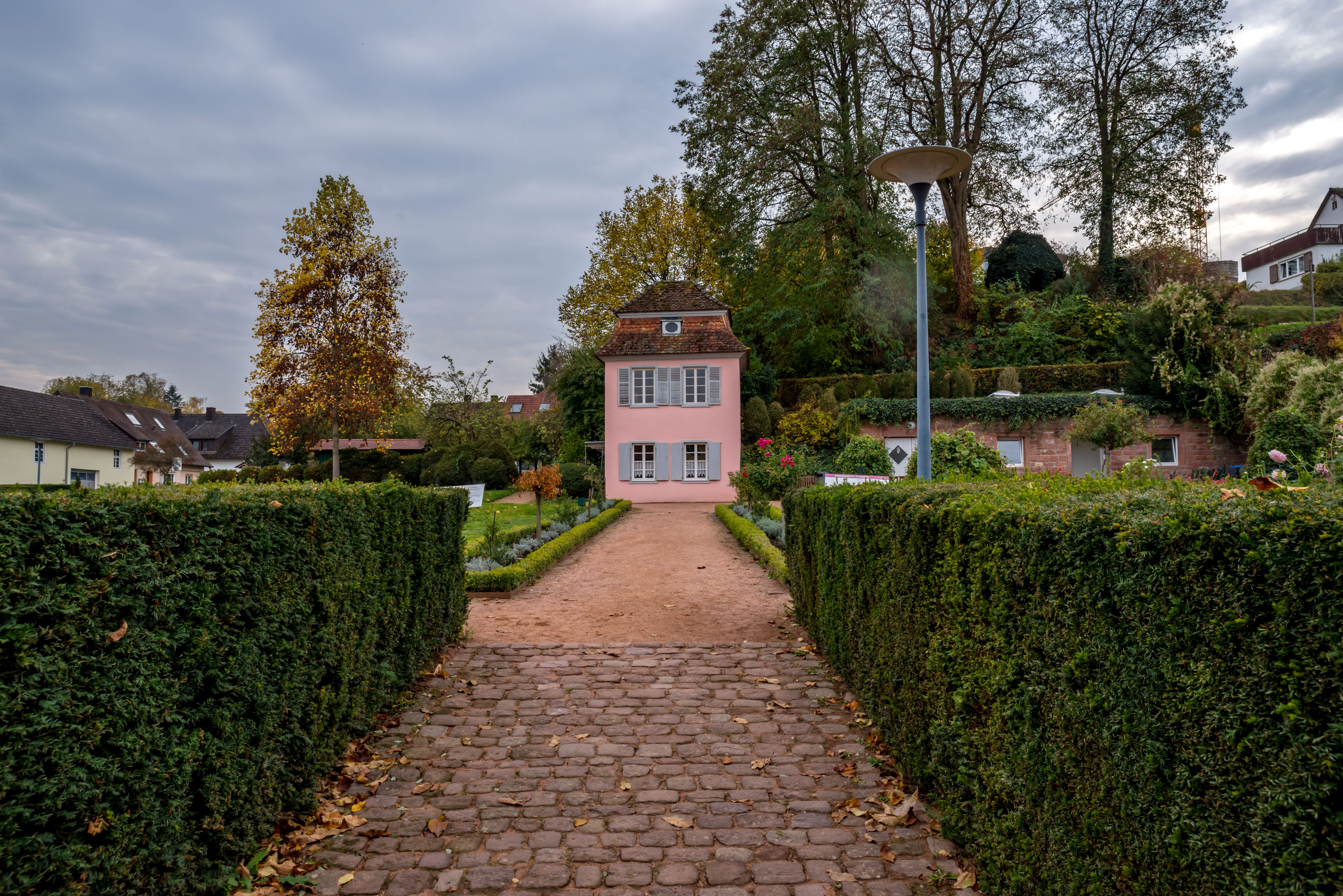
Prinzengarten

Prinzengarten Ettenheim znajduje się naprzeciwko Ringsheimer Tor na zachód od historycznego centrum miasta i graniczy z ulicą "Ringsheimer Tor" na wschodzie i "Thomasstraße" na północy.Imprezy na terenie obiektu odbywają się przez cały rok.

## Gospodarka

### Firmy
W okolicy siedziby ma wiele firm, m.in.:
- Seilerei Frey
- Meiko Eisengießerei GmbH
- wohl und warm Ettenheim

### Transport
W latach 1893–1966 Ettenheim zostało przyłączone przez lokalną kolej Rhein-Ettenheimmünster do sieci kolejowej Obecnie w sąsiedniej wsi Orschweier znajduje się stacja kolejowa. W pobliżu Ettenheim znajduje się węzeł 57a autostrady A5, a przez część miasta przebiega droga federalna nr 3 (Buxtehude-Weil am Rhein). W pobliżu znajduje się lotnisko Altdorf-Wallburg.

### Sądy
W Ettenheim znajduje się sąd, podległy sądowi landowemu we Freiburgu oraz Wyższemu Sądowi w Karlsruhe.

### Edukacja
W obrębie miasta znajdują się August-Ruf-Bildungszentrum ze szkołą podstawową, gimnazjum i liceum, Heimschule St. Landolin z gimnazjum, gimnazjum handlowe, gimnazjum socjologiczne i gimnazjum oraz gimnazjum miejskie w Ettenheim.
Dzielnica Münchweier posiada szkołę podstawową i średnią, natomiast w Altdorfie i Ettenheimmünster istnieją szkoły podstawowe. Ponadto istnieje pięć przedszkoli rzymskokatolickich i trzy przedszkola miejskie, a także przedszkole Waldkindergarten, finansowane ze środków prywatnych.

### Współpraca
Ettenheim utrzymuje współpracę partnerską z następującymi miejscowościami:
- Avelgem, Flandria Zachodnia, Belgia, od 1976 r.
- Benfeld, Alzacja, Francja, od 1970 r.
- Castelló d’Empúries, Katalonia, Hiszpania, od 2000 r.

## Osoby związane z Ettenheim

### Synowie i córki miasta
- Heinrich Knoblochtzer (1445–po 1500),
- Johannes Gremper († po 1491),
- Karl Fahrländer (1759–1814),
- Sebastian Fahrländer (1768–1841),
- Wilhelm Josef Anton Werber (1800–1873),
- Leopold Rieder (1807–1881),
- Johann Baptist von Weiß (1820–1899),
- Richard Schneider (1823–1911),
- Karl August Kopp (1836–1897),
- Otto Winterer (1846–1915),
- August Ruf (1869–1944),
- Josef Rest (1884–1961),
- Ernst Ochs (1888–1961),
- Eugen Lacroix (1886–1964),
- ks. Karol Stehlin (* 1962)
- Thorsten Trantow (* 1975),
- Matthias Oomen (* 1981),
- Verena Schweers (* 1989), zawodniczka FC Bayern München

#### Z dziejami miasta związało swe życie m.in.
- Louis René Édouard de Rohan-Guéméné (1734–1803),
- Johannes Baptist Ferdinand (1880–1967),
- Kurt Bildstein (* 1928),
- Helmut Rau (* 1950),
- Hansy Vogt (* 1967),